# Foxel
Foxel is een buurtschap in het oosten van de gemeente Emmen en ten zuidwesten van de kern Emmer-Compascuum in het gebied de Monden. Foxel telde in 2019 425 inwoners.
Foxel is gelegen aan een voormalig veenbeekje De Runde, dat vanaf 2007 gereconstrueerd is. De buurtschap is een typisch wegdorp omdat de huizen in een rij langs de weg staan. De buurtschap is ontsloten door het gedempte Verlengde van Scholtenkanaal dat aansluit op het Kanaal A en N379 in Emmercompascuum. Nabij het zuideinde staat een sterrenwacht.
De naam Foxel betekent ‘het vossenhol’. Vermoedelijk verschuilden de vossen uit het veenmoeras hier toen het gebied rond 't compascuum nog niet ontgonnen was door de veenarbeiders. De huidige nederzetting is ontstaan in de 19e-eeuwse veenontginning. Vanuit een hoofdweg werd het gebied ontgonnen met strookverkaveling. In de moderne samenleving ondervindt de langgerekte weg echter veel nadelen. In tegenstelling tot vele andere wegdorpen is er in Foxel geen centrale plaats ontstaan omdat sprake was van slechts een geringe bevolkingsaanwas.
De Runde werd in het kader van Interreg North Sea Region, een structuurprogramma van de Europese Unie, gereconstrueerd. De Runde in Foxel heeft ongeveer een lengte van 800 meter. Foxel maakt onderdeel uit van de ecologische corridor met recreatieve en landschappelijke elementen langs de buurtschap. Foxel wordt ook via het water ontsloten. De Runde stroomt dan van Bargerveen in Zwartemeer via Foxel en Emmer-Compascuum naar Ter Apel.
Drenthe: Steden en dorpen      Nederland: Provincies · Gemeenten